# Szúnyogfélék
A szúnyogfélék (Culicidae) a rovarok (Insecta) osztályának kétszárnyúak (Diptera) rendjébe, ezen belül a szúnyogalkatúak (Nematocera) alrendjébe tartozó család. Egyéb magyar nevei: csípőszúnyogok, valódi szúnyogok vagy igazi szúnyogok.
A család három alcsaládján belül 41 nemük és mintegy 3500 fajuk ismert. A legtöbb idetartozó faj nőstényei más állatok, illetve az ember vérét szívják (hematofágia), így évente emberéletek millióit kioltó járványok fertőzési vektorai lehetnek.
Magyarországon a 2010-es évek végén ötvenféle őshonos és háromféle új, inváziós faj ismert.

## Elnevezésük
A magyar szúnyog szó ótörök eredetű. Az állat neve csagatáj nyelven szingek, török és türkmén nyelven szinek. A maláriát terjesztő trópusi szúnyogfajokat moszkitóknak is nevezik. Ez a spanyol mosquito („legyecske”) szó átvétele.

## Előfordulásuk
A szúnyogfélék az egész világon előfordulnak. Kedvelik a meleget és a nedves környezetet; a fajok sokrétűsége ezért a trópusokon a leggazdagabb. A sivatagi területek viszont nem kedveznek ennek a rovarcsoportnak.

## Megjelenésük
E rovarok hossza általában 8 milliméter. A nőstény csápja fésűs, míg a hímé tollas, és szárnyával lassabban ver, és ezzel zümmögő hangot hallat. A hím ezt a zümmögést tollas csápjával hallja meg.
Potrohán és lábán néha csíkok láthatók. A nősténynek hat szúró-szívó sörtéből álló szívókája (stylet) van. Ez nyugalmi állapotban a hosszú, barázdált szájrészben, az alsó ajakban fekszik, mint egy burokban. A vér szívásakor ez a szerv a tápcsatorna. A vért a fejben lévő „szivattyúk” szállítják a középbélbe, ahol tárolódik.

## Életmódjuk
E rovarok magányosak, bár sokszor nagy csapatban jelennek meg. A szúnyogok hímjei teljesen ártalmatlan, növényi nedvekkel táplálkozó rovarok. A nőstényszúnyogok életük jelentős részében szintén növényi nedveket szívogatnak, de a legtöbb fajnál a sikeres peterakáshoz legalább életükben egyszer madarak vagy emlősök vérét is kell szívniuk. E fajoknál ez látja el a petéket fontos tápanyagokkal, vérszívás nélkül a lerakott peték életképtelenek lesznek.
A szúnyogok látása nem túl jó, de a szaglásuk és a hőérzékelésük rendkívül kifinomult. A vérszívó nőstényszúnyogokat a testből kisugárzódó hő, néhány jellemző illatkomponens, valamint a kilélegzett szén-dioxid vezeti el áldozatához.

## Szaporodásuk

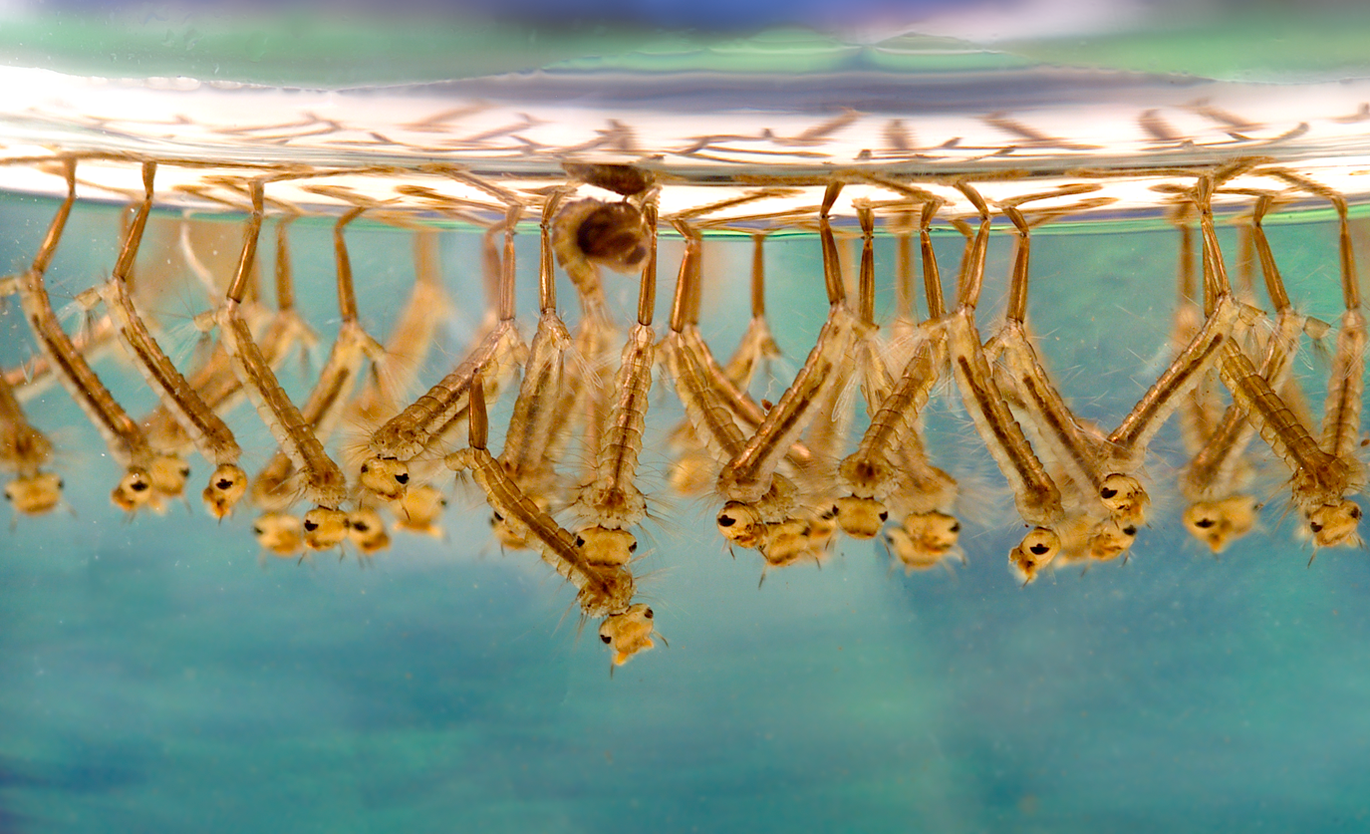
A lélegző lárvák

Az európai fajok nőstényei átvészelik a telet és tavasszal rakják le petéiket. A trópusi fajok az esős évszakban szaporodnak.
A nőstényszúnyog rendszerint nedves talajra, levelekre, pocsolyák, viszonylag háborítatlan állóvizek vagy lassan folyó vizek felszínére egyesével vagy csomókban rakja petéit. A peték száma fajtól függően 50–300 között van, melyek „tutajként” úsznak a víz felszínén. A petékből néhány nap alatt kelnek ki a lárvák.
A lárva a farkánál lévő légzőcsövön lélegezve szinte „csüng” a víz színe alatt. Némelyik a vízzel sodortatja magát, és mikroszkopikus méretű planktonnal táplálkozik, mások mozgékony ragadozók. Többszöri vedlés után bebábozódik. A báb nem táplálkozik, de mozog; ha megriasztják, alásüllyed. A bábból – a víz hőmérsékletétől és fajtól függően – 4–7 nap múltán bújik ki a kifejlett rovar.
A hímek csak néhány napig élnek, párosodás után elpusztulnak.

## Fajaik
Ismertebb Kárpát-medencei fajaik:

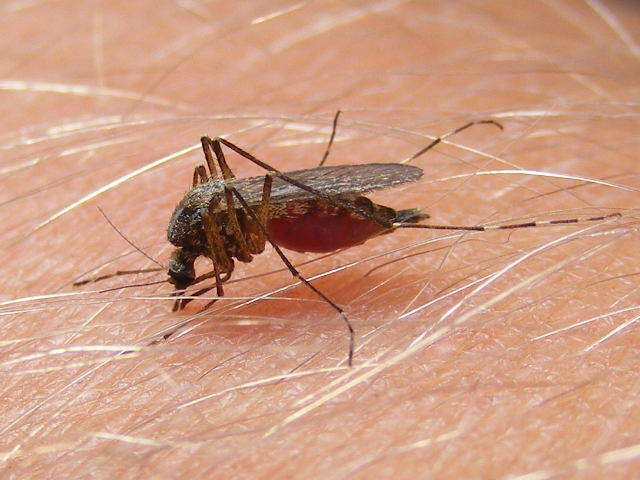
Gyűrűs szúnyog

- foltos maláriaszúnyog (wd) (Anopheles maculipennis). 5–6 mm. Teste karcsú, csápja és lábai hosszúak. Vérszívás közben a súlyos váltóláz, a malária kórokozóját az emberbe átviheti. Magyarországon a kórokozók kipusztításával a maláriaveszély gyakorlatilag megszűnt. Sekély állóvizekben fejlődik.
- gyűrűs szúnyog (wd) (Culiseta annulata). 5–6 mm. Foltos szárnyairól és fehér gyűrűs lábfejízeiről ismerhető fel. Házakban, pincékben telel át. A lárvája árkokban, emésztőgödrök vizeiben fejlődik. Főleg a madarak vérét szívja, olykor az embert is csípi.
- dalos szúnyog (Culex pipiens). 4–5 mm. Szárnyai üvegtiszták. Szintén pincékben, barlangokban telel át. Lárvái az esővizes hordókban, tócsákban, árkok vizében fejlődnek. Az embert nem bántja, főleg a madarak vérét szívja.

| Magyar név                    | Tudományos név                           | Csípések (Mo.-i csípések %-ban) | Gyakorisága (Mo. területének %-ban) |
| ----------------------------- | ---------------------------------------- | ------------------------------- | ----------------------------------- |
| Sárgaláz szúnyog              | Aedes aegypti                            | 0.00%                           | 0.0%                                |
| Ázsiai tigrisszúnyog          | Aedes albopictus                         | 0.00%                           | 5.3%                                |
| Balatoni szúnyog              | Aedes (Aedimorphus) annulipes            | 18.72%                          | 33.5%                               |
| Erdei szúnyog                 | Aedes (Dahliana) cantans                 | 1.71%                           | 36.0%                               |
| Aranyló szúnyog               | Aedes (Hulecoeteomyia) caspius           | 1.00%                           | 29.8%                               |
| Gyakori tavasziszúnyog        | Aedes (Hulecoeteomyia) cataphylla        | 0.17%                           | 16.5%                               |
| Vöröshátú szúnyog             | Aedes (Ochlerotatus) cinereus            | 2.68%                           | 32.8%                               |
|                               | Aedes (Ochlerotatus) communis            | 0.01%                           | 3.0%                                |
|                               | Aedes (Ochlerotatus) detritus            | 0.00%                           | 0.3%                                |
| Sziki szúnyog                 | Aedes (Ochlerotatus) dorsalis            | 0.01%                           | 8.5%                                |
| Kampósszelepszőrű szúnyog     | Aedes (Ochlerotatus) excrucians          | 0.29%                           | 18.4%                               |
| Sárga szúnyog                 | Aedes (Ochlerotatus) flavescens          | 0.37%                           | 21.0%                               |
|                               | Aedes (Ochlerotatus) geminus             | 0.00%                           | 0.6%                                |
| Díszes szúnyog                | Aedes (Ochlerotatus) geniculatus         | 0.30%                           | 16.4%                               |
| Magyar csípőszúnyog           | Aedes (Ochlerotatus) hungaricus          | 0.02%                           | 1.1%                                |
| Ázsiai bozótszúnyog           | Aedes (Ochlerotatus) japonicus japonicus | 0.01%                           | 10.4%                               |
| Koreai szúnyog                | Aedes (Ochlerotatus) koreicus            | 0.00%                           | 4.3%                                |
|                               | Aedes (Ochlerotatus) leucomelas          | 0.02%                           | 4.4%                                |
|                               | Aedes (Ochlerotatus) nigrinus            | 0.00%                           | 2.4%                                |
|                               | Aedes (Ochlerotatus) pulchritarsis       | 0.01%                           | 1.7%                                |
|                               | Aedes (Ochlerotatus) pullatus            | 0.00%                           | 0.4%                                |
| Zártnyergű szúnyog            | Aedes (Ochlerotatus) punctor             | 0.01%                           | 3.2%                                |
|                               | Aedes (Ochlerotatus) refiki              | 0.01%                           | 6.0%                                |
| Hullámtéri szúnyog            | Aedes (Ochlerotatus) rossicus            | 1.84%                           | 15.7%                               |
| Téli szúnyog                  | Aedes (Ochlerotatus) rusticus            | 0.11%                           | 10.2%                               |
| Oldalfoltos szúnyog           | Aedes (Ochlerotatus) sticticus           | 9.90%                           | 49.0%                               |
|                               | Aedes (Stegomyia) surcoufi               | 0.01%                           | 0.7%                                |
| Gyötrő szúnyog                | Aedes (Stegomyia) vexans                 | 34.91%                          | 61.4%                               |
| Vörösbarnahátú maláriaszúnyog | Anopheles algeriensis                    | 0.01%                           | 3.0%                                |
| Sziki maláriaszúnyog          | Anopheles atroparvus                     | 0.01%                           | 9.9%                                |
| Sárga maláriaszúnyog          | Anopheles claviger                       | 1.11%                           | 19.9%                               |
| Tarkaszárnyú maláriaszúnyog   | Anopheles hyrcanus                       | 0.89%                           | 7.4%                                |
| Foltos maláriaszúnyog         | Anopheles maculipennis                   | 0.16%                           | 33.3%                               |
| Messea maláriaszúnyog         | Anopheles messeae                        | 0.04%                           | 22.5%                               |
| Hamvas maláriaszúnyog         | Anopheles plumbeus                       | 0.20%                           | 13.1%                               |
| Mocsári szúnyog               | Coquillettidia richiardii                | 19.35%                          | 18.9%                               |
|                               | Culex hortensis                          | 0.00%                           | 8.1%                                |
|                               | Culex martinii                           | 0.00%                           | 2.3%                                |
|                               | Culex mimeticus                          | 0.00%                           | 1.2%                                |
| Foltos szúnyog                | Culex modestus                           | 5.96%                           | 29.9%                               |
| Dalos szúnyog                 | Culex pipiens pipiens                    | 0.01%                           | 47.0%                               |
| Házi szúnyog                  | Culex pipiens pipiens biotípus molestus  | 0.02%                           | 3.9%                                |
|                               | Culex territans                          | 0.01%                           | 18.6%                               |
|                               | Culex theileri                           | 0.01%                           | 2.2%                                |
| Odúlakó szúnyog               | Culex torrentium                         | 0.00%                           | 4.5%                                |
|                               | Culiseta alaskaensis                     | 0.01%                           | 1.8%                                |
| Gyűrűs szúnyog                | Culiseta annulata                        | 0.02%                           | 30.8%                               |
|                               | Culiseta fumipennis                      | 0.00%                           | 0.3%                                |
|                               | Culiseta glaphyroptera                   | 0.00%                           | 0.3%                                |
|                               | Culiseta longiareolata                   | 0.00%                           | 1.0%                                |
| Hosszúlégcsövű téliszúnyog    | Culiseta morsitans                       | 0.00%                           | 13.7%                               |
|                               | Culiseta ochroptera                      | 0.00%                           | 0.6%                                |
|                               | Culiseta subochrea                       | 0.00%                           | 0.6%                                |
|                               | Orthopodomyia pulcripalpis               | 0.00%                           | 0.7%                                |
| Tarkapikkelyes szúnyog        | Uranotaenia unguiculata                  | 0.10%                           | 7.9%                                |

## A szúnyog csípése

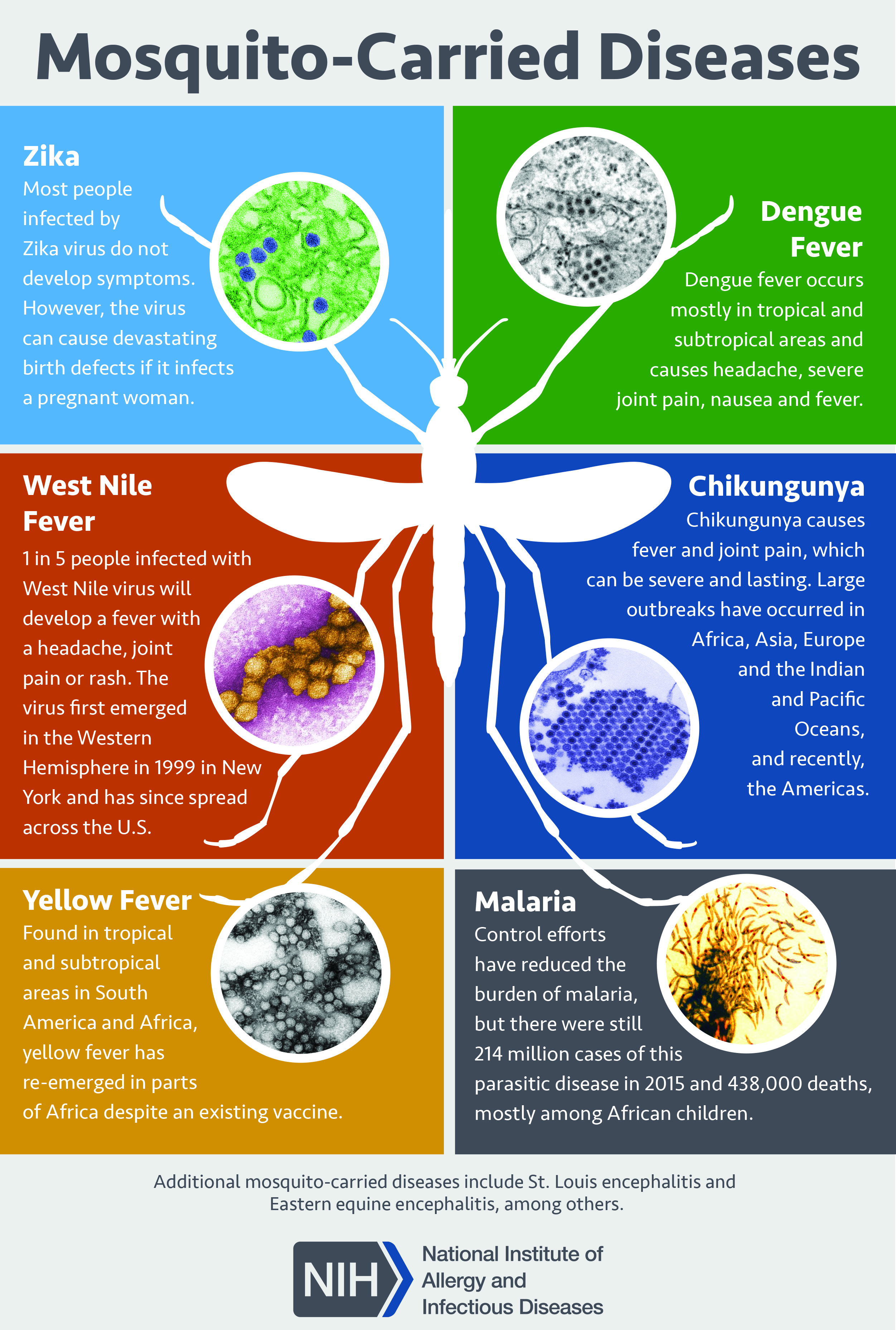
Szúnyog terjesztette vírusos betegségek

A szúnyogcsípés során a nőstény szúnyogok – mivel a hímek nem szívnak vért – szúró szájszervükkel hatolnak a bőrbe. 
Ahhoz, hogy gondtalanul tudjon táplálkozni és emészteni, a szúnyog nyálával antikoaguláns anyagot juttat a szúrás helyére (mintegy beleköpi a sebbe), ami megakadályozza, hogy a vér megalvadjon szívás közben.
Immunrendszerünk felismeri a szervezetünkbe jutott szúnyognyálban lévő idegen fehérjéket, és úgynevezett 1. típusú vagy azonnali túlérzékenységi reakció jön létre. A reakció lényege a „betolakodó”, vagyis az idegen fehérje mielőbbi eliminálása. Ebben főszerepet játszik a szöveti hízósejtekből felszabaduló hisztamin nevű anyag.
A hisztamin elősegíti az erek tágulását és a fehérvérsejtek megjelenését a csípés (szúrás) területén, ami az idegen fehérje gyorsabb eltávolítását szolgálja. Mindemellett a hisztamin erős szövetizgató hatással is bír, az érfal áteresztőbbé válása miatt az érpályából folyadék áramlik ki a szúrás helyén, ez vezet duzzanathoz, a bőrben lévő idegvégződések ingerlése pedig viszketést eredményez. A bőr kipirosodásáért a környező erek tágulata felelős, ami szintén a hisztamin számlájára írható.
A szúnyogcsípés kellemetlen tünetei néhány nap alatt maguktól is elmúlnak. A folyamat antihisztamin hatású krémekkel gyorsítható (pl. Fenistil). A vakarás a fertőzés veszélye miatt nem ajánlott, de természetesen nem könnyű megállni.

## A vérszívó szúnyogok elleni védekezési módok
- Szúnyogháló
- A szúnyog és más rovarok elűzésére használt spray.
- Kedvelt megoldás a füstölő spirál. Az általa képződött füst folyamatosan távol tartja és elpusztítja a vérszívókat. Nemcsak lakásban, hanem szabadban is alkalmazható.
- Léteznek olyan készülékek, melyeket a 230 voltos dugaszolóaljzatba kell csatlakoztatni. Ennek fejlettebb változata az a folyadéktartályos szerkezet, amely általában 45 nap nyugalmat biztosít a szobában. Vigyázni kell azonban, ha kisgyerek vagy asztmás van a családban, mert a szagtalan szerek náluk allergiás reakciókat is okozhatnak.
- Népi hagyomány szerint[forrás?] elmenekülnek a szúnyogok, ha kis tálkában ecetet vagy gesztenye- és diófalevél-főzetet teszünk a szobába. Ennél is hatékonyabb, ha porrá tört szegfűszeget vagy szegfűszeggel megtűzdelt, pálinkával meglocsolt fél citromokat rakunk az éjjeliszekrényre.
- Szúnyogűző növények:[8] kakassarkantyú (Plectranthus), bojtocska (Ageratum), gilisztaűző varádics, macskamenta, rozmaring, citronella, levendula, citromfű.
- A szúnyogokat az emberek bőrszaga és a kiáramló szén-dioxid vonzza.[9] A szúnyogcsípés mindig összefügg az ember vérének a minőségével. Sebestyén Szilvia makrobiotikus táplálkozási szakértő szerint csökkenthető a csípések száma, ha hosszú távon több lúgosító ételt fogyasztunk és csökkentjük a savasító ételeket az étrendünkből.[10]
- Fokhagyma, almaecet, B1-vitamint tartalmazó ételek rendszeres fogyasztása.[11]
- William Dufty, a Cukor blues írója szerint aki teljesen cukormentesen táplálkozik legalább egy évig, azt utána elkerülik a szúnyogok. A vérben lévő cukor ugyanis vonzza a szúnyogokat, akárcsak a mikrobákat és más élősködőket.[12]

#### Megjegyzés
1. ↑  A magyarországi csípések hány %-áért felel átlagosan.
2. ↑  Magyarország területét lefedő 994 db 10 km × 10 km-es terület hány %-án található meg.